# Гринвіч

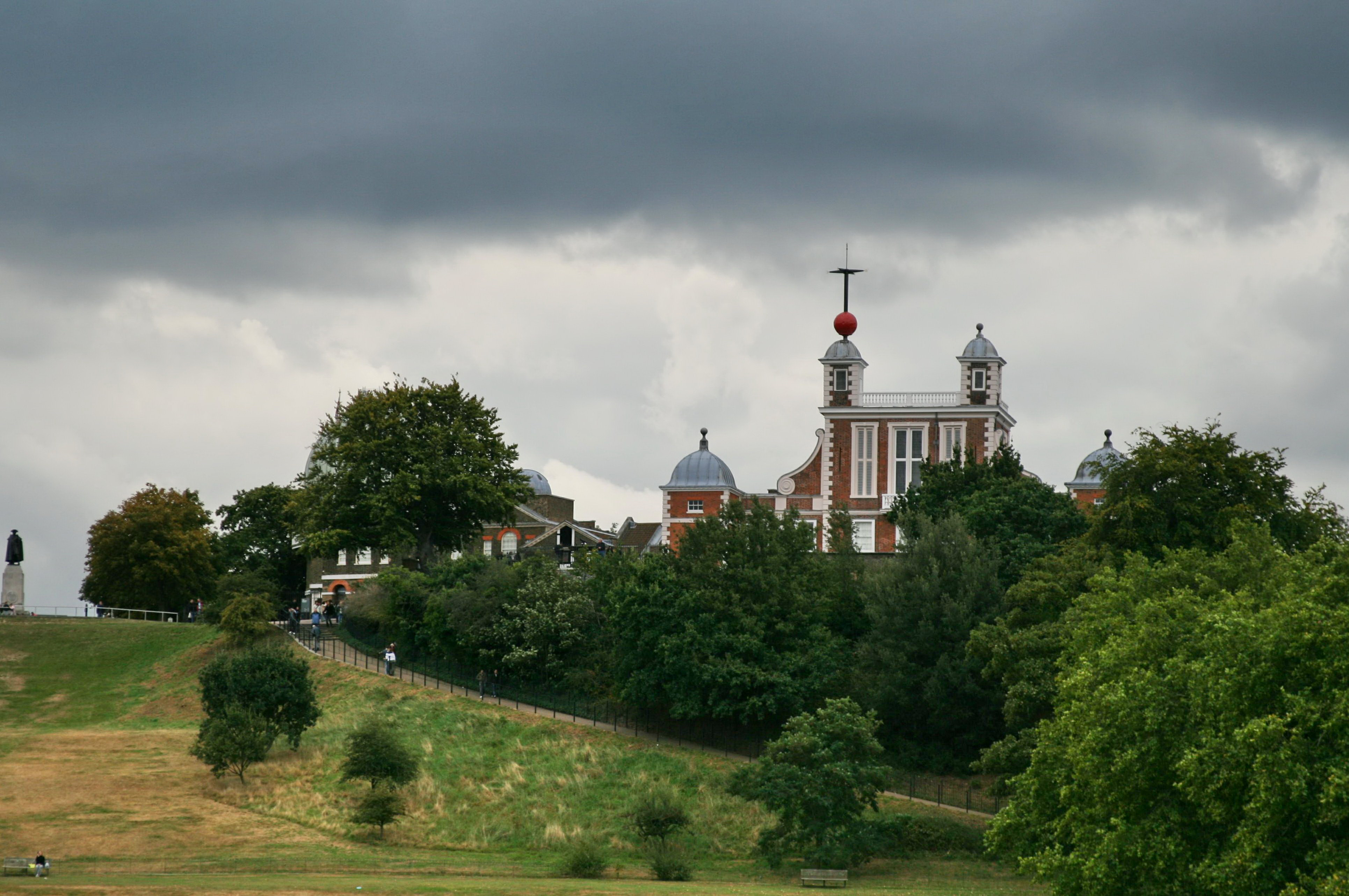
Королівська Гринвіцька обсерваторія

Грінвіч, Гри́нвіч (англ. Greenwich, вимоваⓘ; МФА: [ˈɡrɛnɪtʃ], [ˈɡrɛnɪdʒ] або [ˈɡrɪnɪdʒ]) — колись селище у Великій Британії за декілька кілометрів від Лондона вниз по річці Темзі, а тепер — місцевість Лондона. 
У свій час Грінвіч був містечком у південно-східному передмісті Лондона, причому неблизько від Лондона: щоб дістатися до нього на конях, було потрібно кілька годин[відсутнє в джерелі]. У наш же час від центру столиці на автомобілі можна дістатися за 15 хвилин.
Грінвіч відомий тим, що в ньому розташовано Грінвіцьку королівську обсерваторію, якою проходить нульовий меридіан, що розділяє західну і східну півкулі.
У Грінвічі розташовано також Національний морський музей, вілла королеви Анни та пришвартований британський швидкісний кліпер «Cutty Sark». 31 грудня 1999 року в Грінвічі було відкрито комплекс «The Millennium Dome» (або «Купол тисячоліття»).
Топонім Grenewic або Grenevic має саксонське походження й буквально означає the green village або the village on the green («зелене село»).
Прокладений в 1899—1902 рр. під Темзою пішохідний тунель пов'язує Грінвіч з Островом Собак. 1997 року набережна частина Грінвіча в складі Грінвіцького шпиталю і Грінвіцького парку з Квінс-гаусом увійшла в список об'єктів всесвітньої спадщини ЮНЕСКО.
На честь цього місця названо астероїд 2830 Гринвіч.

## Персоналії
- Едгар Воллес (1875—1932) — англійський письменник
- Деніел Дей-Льюїс (* 1957) — англійський актор, що має ірландське і британське громадянство.

## Виноски
1. ↑  Грінвіч-Історичний район Лондона. Visa4UK (рос.). 13 вересня 2019. Архів оригіналу за 22 вересня 2020. Процитовано 13 вересня 2019.
2. ↑  'Greenwich', The Environs of London: volume 4: Counties of Herts, Essex & Kent (1796), pp . 426-93 [Архівовано 7 червня 2007 у Wayback Machine.] accessed: 26 May 2007